# Maxton Hall. Un món entre nosaltres

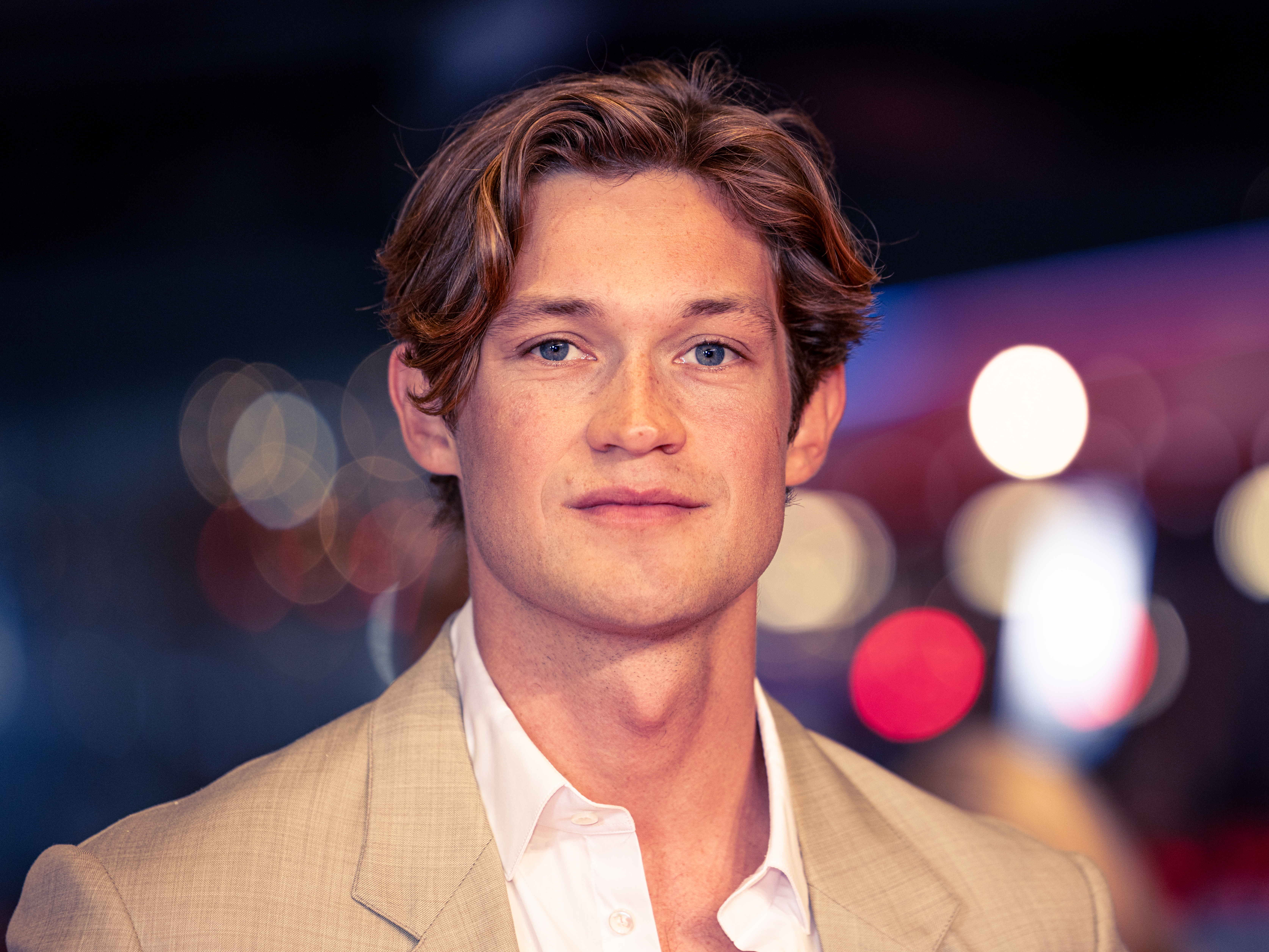
Damian Hardung.

Maxton Hall. Un món entre nosaltres (títol original en alemany, Maxton Hall – Die Welt zwischen uns) és una sèrie de televisió en alemany de sis capítols d'Amazon Prime Video. Està adaptada del llibre homònim de Mona Kasten. La sèrie es va estrenar el 9 de maig de 2024 amb subtítols en català.

## Sinopsi
Una història d'amor moderna entre classes en una prestigiosa escola privada. Quan la Ruby s’assabenta sense voler d'un secret escandalós en l'institut privat Maxton Hall, l'arrogant hereu milionari James Beaufort haurà d'enfrontar-se a aquesta intel·ligent alumna becada molt a contracor: està decidit a silenciar-la. I el seu acalorat intercanvi d'atacs farà que saltin espurnes inesperadament.

## Repartiment
- Harriet Herbig-Matten com a Ruby Bell
- Damian Hardung com a James Beaufort
- Sonja Weißer com a Lydia Beaufort
- Andrea Guo com a Lin Wang
- Justus Riesner com a Alistair Ellington
- Fedja van Huêt com a Mortimer Beaufort
- Ben Felipe com a Cyril Vega
- Runa Greiner com a Ember Bell
- Martin Neuhaus com a Angus Bell
- Julia-Maria Köhler com a Helen Bell
- Clelia Sarto com a Claudelia Beaufort
- Eidin Jalali com a Graham Sutton

## Producció
La sèrie de sis capítols és dirigida per Martin Schreier i Tarek Roehlinger. La sèrie està produïda per Markus Brunnemann i Valentin Debler, i produïda per Ceylan Yildirim per a UFA Fiction. Daphne Ferraro n'és el guionista principal.
El repartiment està liderat per Harriet Herbig-Matten com a Ruby i Damian Hardung com a James, i també inclou Sonja Weißer, Ben Felipe, Fedja van Huêt, Runa Greiner, Justus Riesner, Clelia Sarto, Andrea Guo, Eidin Jalali.
S'ha rodat a Berlín, Londres, Oxford i als voltants castell de Marienburg (Hannover).